# Taxi (hudební skupina)
Taxi je česká rocková skupina pocházející z Brna. Pod vedením kytaristy Miloše Makovského fungovala v letech 1986–1991, v částečně změněném obsazení příležitostně vystupuje od roku 2008.

## Historie
Skupinu Taxi založil Miloš Makovský na jaře 1986, tedy v době, kdy stále hrál v Synkopách. Tehdejší změna orientace Synkop Makovskému nevyhovovala, v Taxi tedy realizoval svoje představy a soustředění na kytarovou hru. Zpočátku působil soubor jako trio, kde vedle Makovského (kytara) hráli ještě Borek Nedorost (klávesy, zpěv) a Miroslav Kern (bicí), oba členové brněnské skupiny Dogma Art. Už od počátku kapela hrála vlastní skladby napsané Milošem Makovským a otextované Josefem Drgáčem. Po přizvání Miloše Hudce (zpěv) a Zdeňka Němečka (baskytara), dalšího bývalého člena Dogmy Art, byla skupina kompletní a pod zkratkou HUZO (Hudcův hudebně-zábavní orchestr) vystoupila v roce 1986 na prvním brněnském Rockfestu. Ještě téhož roku také přijala jméno Taxi.
V letech 1988 a 1989 prodělalo Taxi několik personálních změn, na baskytaře se po Němečkovi postupně vystřídali Zdeněk Smetana a Jiří Navrátil, zpěváka Hudce nahradil Jiří Zonyga. V roce 1989 nahrála skupina singl v sestavě Makovský, Nedorost, Smetana a Kern, natočila několik nahrávek ve studiu Československého rozhlasu v Brně a objevila se v televizním pořadu Studio B. Ze zaniklého Progresu-Pokrok přišel v roce 1990 do Taxi baskytarista Dalibor Dunovský. Skupina v létě 1990 natočila po uzavření smlouvy s vydavatelstvím Reset svoje první album, vydavatelství však zkrachovalo a nahrané písně nebyly nikde použity. V roce 1991 muselo Taxi kvůli zdravotním problémům s rukou Miloše Makovského ukončit činnost.
V roce 2008 bylo vydavatelstvím FT Records vydáno s názvem Taxi incl. Miloš Makovský album nahrané v roce 1990. Při této příležitosti se kapela znovu zformovala, pouze Makovského nahradil David Kousal, a odehrála během roku 2008 několik vystoupení, Zonyga ale poté z Taxi odešel. Od začátku roku 2011 Taxi příležitostně vystupuje s Vilémem Majtnerem na postu zpěváka.

## Diskografie
- „Sedmnáct“/„Láska, cit a kousek místa“ (1989, singl Supraphon 11 0320-7311)
- Taxi incl. Miloš Makovský (2008, album)

## Obsazení
- Vilém Majtner – zpěv (od 2011)
- David Kousal – kytara (od 2008)
- Borek Nedorost – klávesy, zpěv (od 1986)
- Dalibor Dunovský – baskytara (od 1990)
- Miroslav Kern – bicí (od 1986)

Bývalí členové:
- Zdeněk Němeček – baskytara (1986–1988?)
- Miloš Hudec – zpěv (1986–1988?)
- Zdeněk Smetana – baskytara (1988?–1989?)
- Jiří Navrátil – baskytara (1989?–1990)
- Miloš Makovský – kytara (1986–1991)
- Jiří Zonyga – zpěv (1988?–2008)